# Rempei Uchida
Rempei Uchida (japanisch 内田 錬平 Uchida Rempei; * 26. April 1991 in Asahikawa) ist ein japanischer Fußballspieler.

## Karriere
Uchida erlernte das Fußballspielen in der Schulmannschaft der Asahikawa Jitsugyo High School und der Universitätsmannschaft der Kanazawa-Seiryo-Universität. Seinen ersten Vertrag unterschrieb er 2013 bei Kataller Toyama. Der Verein spielte in der zweithöchsten Liga des Landes, der J2 League. Am Ende der Saison 2014 stieg der Verein in die J3 League ab. Für den Verein absolvierte er 45 Ligaspiele. 2017 wechselte er zu Amitie SC Kyoto (heute: Ococias Kyoto AC). 2020 wechselte er zu Tochigi City FC. 2020 und 2022 feierte er mit dem Verein die Meisterschaft der Kantō Soccer League. 2023 wurde er Vizemeister der Kantō Soccer League und qualifizierte sich für die Japanese Regional Football Champions League. Hier wurde man erster und stieg in die vierte Liga auf. Am Ende der Spielzeit 2024 feierte er mit Tochigi die Meisterschaft und stieg in die dritte Liga auf.

## Erfolge
Tochigi City FC
- Japanischer Viertligameister: 2024  ▲
- Kantō-Regionalliga: 2020, 2022
- Japanese Regional Football Champions League: 2023  ▲